# Caryodaphnopsis laotica
Caryodaphnopsis laotica är en lagerväxtart som beskrevs av Airy Shaw. Caryodaphnopsis laotica ingår i släktet Caryodaphnopsis och familjen lagerväxter. Inga underarter finns listade i Catalogue of Life.